# L̊
Cette page contient des caractères spéciaux ou non latins. S’ils s’affichent mal (▯, ?, etc.), consultez la page d’aide Unicode.
L̊ (minuscule : l̊), appelé L rond en chef, est une lettre latine utilisée dans utilisé dans la romanisation du manchou d’Erich Haenisch (en). Elle est formée de la lettre L diacritée d’un rond en chef.

## Utilisation
Erich Haenisch utilise L rond en chef ‹ l̊ › dans la translittération du manchou.

## Représentations informatiques
Le l rond en chef peut être représenté avec les caractères Unicode suivants :
| Formes    | Représentations | Chaînes de caractères | Points de code | Descriptions                                       |
| --------- | --------------- | --------------------- | -------------- | -------------------------------------------------- |
| majuscule | L̊               | L◌̊                    | U+004C U+030A  | lettre majuscule latine l diacritique rond en chef |
| minuscule | l̊               | l◌̊                    | U+006C U+030A  | lettre minuscule latine l diacritique rond en chef |